# Пустомержское сельское поселение
Пустоме́ржское се́льское поселе́ние — муниципальное образование в Кингисеппском районе Ленинградской области. Административный центр — деревня Большая Пустомержа.
Глава поселения — Барсуков Дмитрий Анатольевич, глава администрации — Бобрецов Дмитрий Александрович.

## География и природа
Муниципальное образование располагается в юго-восточной части Кингисеппского района. 
По территории поселения проходят автодороги:
- 41А-002 (Гатчина — Ополье)
- 41А-186 (Толмачёво — автодорога «Нарва»)
- 41К-188 (Гостицы — Большая Пустомержа)
- 41К-590 (подъезд к дер. Недоблицы)
- 41К-595 (подъезд к дер. Корпово)
- 41К-601 (подъезд к дер. Клённо)
- 41К-618 (Ивановское — Юрки)

Расстояние от административного центра поселения до районного центра — 22 км.
На землях поселения протекают реки Луга, Хревица, Нейма, а в посёлке Ивановское находится водохранилище. 
Местность равнинная, частично низменная, почвы песчаные, суглинистые и глинистые.

## История
В начале 1920-х годов в составе Ястребинской волости Кингисеппского уезда был образован Пустомержский сельсовет.
В августе 1927 года Пустомержский сельсовет вошёл в состав Кингисеппского района Ленинградской области.
В ноябре 1928 года к Пустомержскому сельсовету присоединен упразднённый Тормовский сельсовет.
22 февраля 1939 года в состав сельсовета включен Тикописский сельсовет.
16 июня 1954 года к Пустомержскому сельсовету присоединен ликвидированный Среднесельский сельсовет.
18 января 1994 года постановлением главы администрации Ленинградской области № 10 «Об изменениях административно-территориального устройства районов Ленинградской области» Пустомержский сельсовет, также как и все другие сельсоветы области, преобразован в Пустомержскую волость.
[1 января 2006 года в соответствии с областным законом № 81-оз от 28 октября 2004 года «Об установлении границ и наделении соответствующим статусом муниципального образования Кингисеппский муниципальный район и муниципальных образований в его составе» образовано Пустомержское сельское поселение, в его состав вошла территория бывшей Пустомержской волости.

## Население
| 2006  | 2010  | 2011  | 2012  | 2013  | 2014  | 2015  |
| ----- | ----- | ----- | ----- | ----- | ----- | ----- |
| 2400  | ↘2212 | ↘2209 | ↗2245 | ↗2289 | ↗2345 | ↗2349 |
| 2016  | 2017  | 2018  | 2019  | 2020  | 2021  | 2023  |
| ↘2317 | ↗2345 | ↘2302 | ↘2239 | ↘2191 | ↗3972 | ↘3965 |
| 2024  | 2025  |       |       |       |       |       |
| ↘3946 | ↘3940 |       |       |       |       |       |

## Состав сельского поселения
| №  | Населённый пункт   | Тип населённого пункта              | Население |
| -- | ------------------ | ----------------------------------- | --------- |
| 1  | Большая Пустомержа | деревня, административный центр     | ↗1313     |
| 2  | Веймарн            | посёлок при железнодорожной станции | ↗319      |
| 3  | Ветки              | деревня                             | ↘1        |
| 4  | Ивановское         | посёлок                             | ↘103      |
| 5  | Именицы            | деревня                             | →80       |
| 6  | Клённо             | деревня                             | ↘27       |
| 7  | Клённо             | посёлок при железнодорожной станции | ↘2        |
| 8  | Корпово            | деревня                             | ↗23       |
| 9  | Криуши             | посёлок при железнодорожной станции | ↘0        |
| 10 | Малая Пустомержа   | деревня                             | ↘17       |
| 11 | Мануйлово          | деревня                             | ↗131      |
| 12 | Недоблицы          | деревня                             | ↗54       |
| 13 | Онстопель          | деревня                             | ↗85       |
| 14 | Поречье            | деревня                             | ↘0        |
| 15 | Среднее Село       | деревня                             | ↗72       |
| 16 | Сягло              | деревня                             | ↗14       |
| 17 | Торма              | деревня                             | ↗79       |
| 18 | Юрки               | деревня                             | ↘4        |

## Транспорт
Железнодорожное сообщение представлено станцией Веймарн ветки Санкт-Петербург — Таллин. Также по территории поселения проходят несколько шоссейных дорог.

## Сельское хозяйство и производство
В поселении действуют 27 фермерских хозяйств. Кроме того, работает сельскохозяйственное предприятие ЗАО «Племзавод „Агро-Балт“» и ООО «Мясокомбинат „Нейма“». Здесь производят свинину, картофель, зерно и корма. Здесь также находится Лужский лососевый завод.